# Mekarsari (Ciracap)
Mekarsari is een bestuurslaag in het regentschap Sukabumi van de provincie West-Java, Indonesië. Mekarsari telt 5701 inwoners (volkstelling 2010).